# Spülbecken

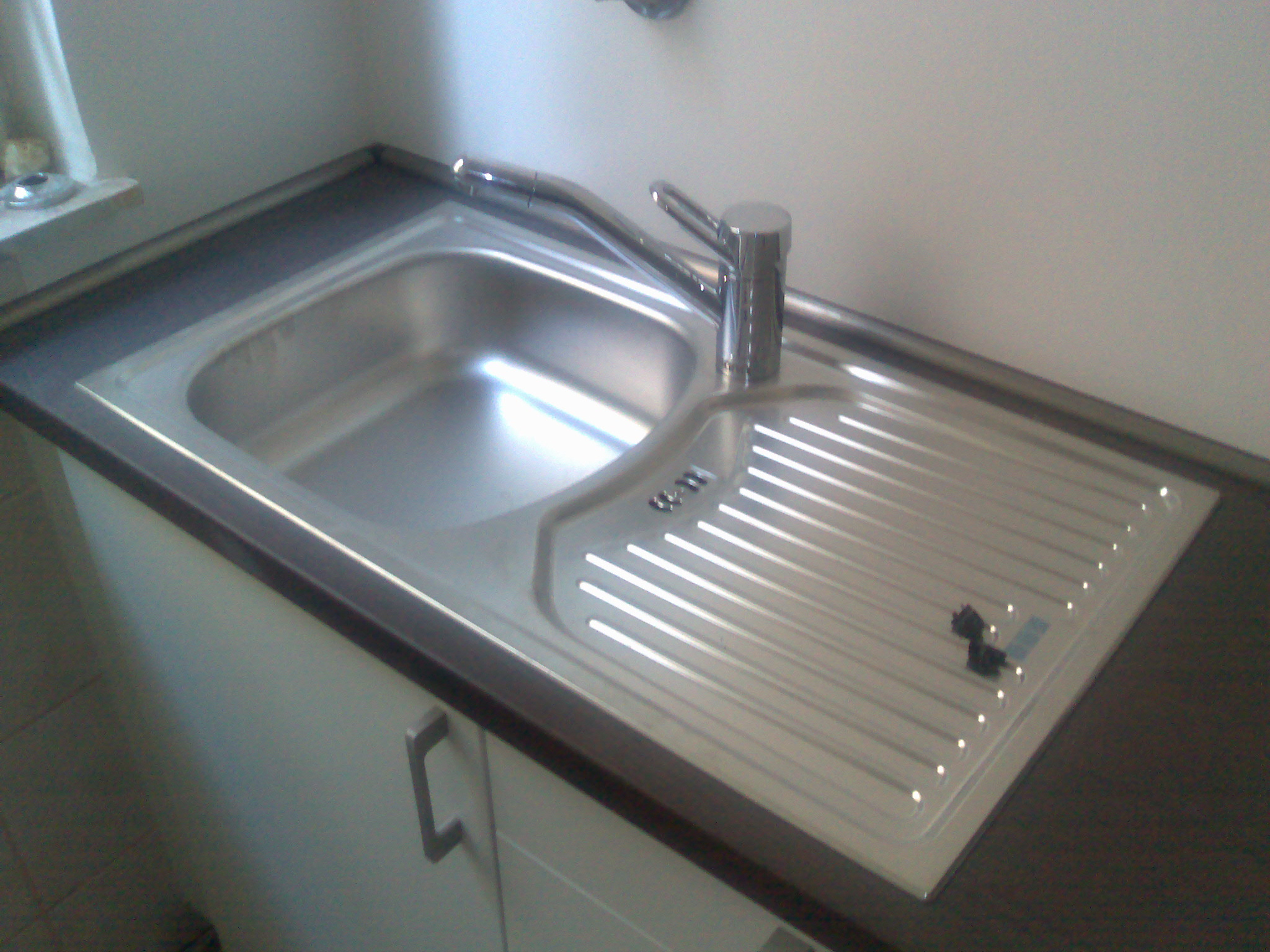
Spülbecken mit Abtropffläche

Ein Spülbecken (ugs. auch Spüle) (in Österreich auch „die Abwasch“, in der Schweiz vorwiegend  „Schüttstein“ oder „Abwaschbecken“) ist meist in die Platte der Küchenarbeitsfläche eingelassen und wird zur Vorbereitung von Speisen (z. B. Reinigen von Obst, Salat oder Gemüse) und zur Säuberung von Geschirr und Küchenmaterialien benutzt.
Der Unterschied zum Waschbecken ist hygienischer Natur, während umgangssprachlich diese häufig nicht mehr unterschieden werden. Während in Waschbecken beispielsweise auch mal Schmierstoffe verwendet werden, ist es eine subjektive Frage, inwieweit man diese gemeinsam mit Lebensmitteln bearbeiten möchte.
Das Spülbecken zählt gemeinsam mit Herd und Kühlschrank zur Grundausstattung einer modernen Küche. Die Spüle ist zumeist mit einer Küchenarmatur ausgestattet und somit der zentrale Punkt, um die Küche mit heißem und kaltem Wasser zu versorgen.
Im fränkischen Sprachraum wird das zweite Becken auch als Abfleibecken bezeichnet.

## Geschichte
Schüttsteine gab es bereits im Mittelalter, zumeist jedoch nur in Burgen oder Schlössern. Der umgangssprachlich in manchen Regionen (z. B. dem Rheinland) übliche Ausdruck Spülstein für das Spülbecken stammt noch hiervon ab. 
Emaillierter Stahl war früher der häufigste Spülen-Werkstoff, kann jedoch durch Anstoßen leicht absplittern und kam daher aus der Mode.
Früher gab es unter dem Küchentisch eine ausziehbare Platte mit runden Ausnehmungen für Emaille-Spülschüsseln. In den Schüsseln konnte der Abwasch bei eingeschobener Platte blickgeschützt warten. Armaturen gab es nicht, da das Wasser ohnehin auf dem Feuer- oder dem Gasherd erwärmt werden musste.

## Spülenkonzepte
Man unterscheidet zwischen Ein- und Mehrbecken-Spülen. Letztere verfügen über ein kleineres Zusatzbecken und/oder ein zweites vollwertiges Hauptbecken, um wassersparend mit zwei Bädern zu arbeiten oder um parallele Arbeitsgänge wie das Ausgießen von Resten oder das Waschen von Gemüse zu ermöglichen. Da die meisten Haushalte über einen Geschirrspüler verfügen, ist zum komfortablen Reinigen größerer Gegenstände, z. B. Backblechen, Schneidbrettern oder Woks, ein geräumiges Hauptbecken mit großer Beckendiagonale  besonders vorteilhaft. Häufig werden Spülbecken mit einer Abtropffläche (früher auch Ablaufbrett) kombiniert, um abtropfendes Wasser in das Spülbecken zurückzuführen.
Rundbecken-Spülen sind zumeist als Einbecken-Spülen mit vergleichsweise kleinen Spülbecken konzipiert. Eckspülen sind spezielle Lösungen für Eckunterschränke. 
Spülbecken müssen in Deutschland mit einem Überlauf ausgestattet sein, um dem versehentlichen Fluten der Küche vorzubeugen; in anderen Staaten sind auch Spülen ohne Überlauf zugelassen.
Für die Gastronomie sind Spülbecken in der DIN 66075-5 (Gastro-Norm: Einrichtungen für die Gastronomie; Spülbecken, Maße; Ausgabe 1975-07) genormt.

## Materialien
Der populärste Werkstoff für Spülbecken ist Chromnickelstahl, ein rostfreier Edelstahl. Die sogenannten Edelstahlspülen gibt es seit den 1950er Jahren in verschiedenen Material-Spezifikationen (zum Beispiel DIN 1.4301). Die Oberflächen der Spülen können glatt sein, sie werden aber auch mit unterschiedlich geprägten Oberflächen angeboten, zum Beispiel Leinenstruktur, die Kratzer halbwegs kaschiert. Edelstahl-Spülen können in einem Stück aus Blech tiefgezogen sein oder entstehen durch Verschweißen tiefgezogener Teile und Blechzuschnitte.
Seit Beginn der 1980er Jahre gibt es Küchenspülen aus Verbundwerkstoffen. Sie werden in vielen Farben und Formen angeboten, gelten als kratzfest und pflegeleicht und halten Temperaturen bis 280 °C sowie allen küchenüblichen Beanspruchungen (zum Beispiel stark färbenden Lebensmitteln oder Säuren) stand. Es sind Formen und Farben möglich, die mit anderen Werkstoffen nicht zu realisieren sind.

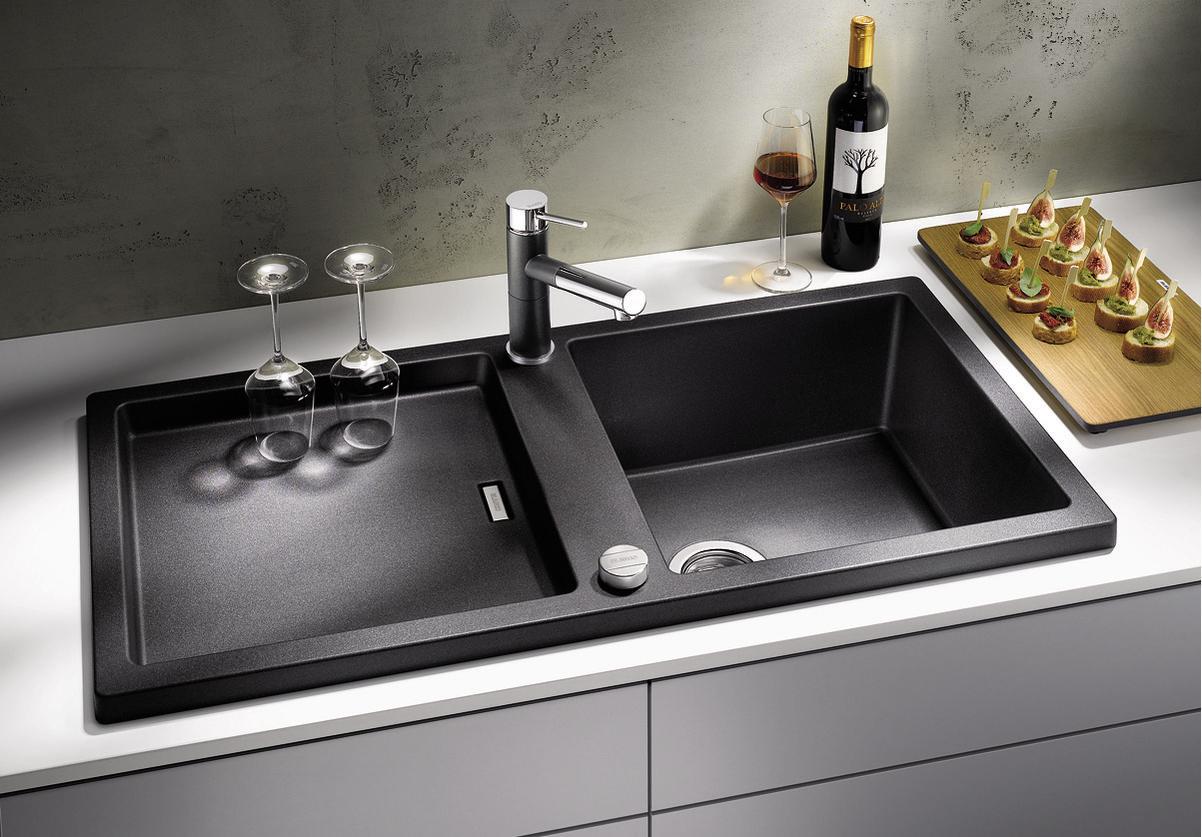
Einbecken-Spüle aus Verbundwerkstoff mit integrierter Tropffläche

Seit vielen Jahrzehnten werden Küchenspülen aus den traditionellen Werkstoffen Keramik und Steinzeug hergestellt. Weitere eher exklusive Werkstoffe sind Terrazzo und Naturstein. Nachteilig ist die große Masse dieser Werkstoffe, die eine entsprechend stabile Unterkonstruktion erfordert. 

## Einbauarten
Meist wird das Spülbecken oben in die zuvor ausgeschnittene Arbeitsplatte eingesetzt. Der Spülenrand liegt somit auf der Arbeitsplatte auf, die Fixierung der Spüle erfolgt mit Schraubbefestigungen oder Kleber.
Beim flächenbündigen Einbau wird der Rand der Spüle in die Arbeitsplatte eingelassen. Spüle und Arbeitsplatte befinden sich auf einer Ebene, der Spülenrand bildet keine Barriere, sodass die Arbeitsfläche leichter zu reinigen ist.
Beim Unterbau werden die Becken bzw. Spülen unter eine Arbeitsplatte aus wasserbeständigem Material (Naturstein, Beton, Verbundwerkstoff oder Glas) montiert. Die Küchenarmatur wird bei dieser Einbau-Methode zum Beispiel daneben auf der Arbeitsplatte installiert, es gibt aber auch Unterbaubecken mit integrierter Batteriebank. 

## Zubehör
Die Küchenarmatur (Warm- und Kaltwasserzapfstelle) ist entweder direkt auf der Spüle befestigt, an der Wand angebracht oder in die Arbeitsplatte montiert. Spender für Geschirrspülmittel bzw. flüssige Handseife sind weiteres Zubehör.
Armaturen haben einen Rohrauslauf und teilweise eine ausziehbare Schlauchbrause. Je nach angeschlossener Warmwasserquelle gibt es Zweiwege-Ausführungen für Hochdruck und Dreiwegearmaturen für drucklose Boiler.
Sogenannte Vorfensterarmaturen lassen sich versenken oder abnehmen, um eine Küchenspüle auch vor Fenstern mit niedriger Brüstung platzieren zu können.
Mit einer Spülbeckeneinlage wird die Glasur des Geschirrs vor metallischem Abrieb (bei Edelstahlspülbecken) und allgemein vor Beschädigung geschützt. Die Einlagen bestehen in der Regel aus Kunststoff wie TPE. 
Oft werden im Schrank unter der Küchenspüle Abfalleimer untergebracht.
In manchen Ländern bzw. Regionen sind im Spülenabfluss Müllzerkleinerer zugelassen, die den organischen Abfall zermahlen in die Kanalisation gelangen lassen. Diese Option der Entsorgung von kompostierbaren Abfällen ist in Deutschland unzulässig.

## Spülbecken außerhalb des deutschsprachigen Raumes

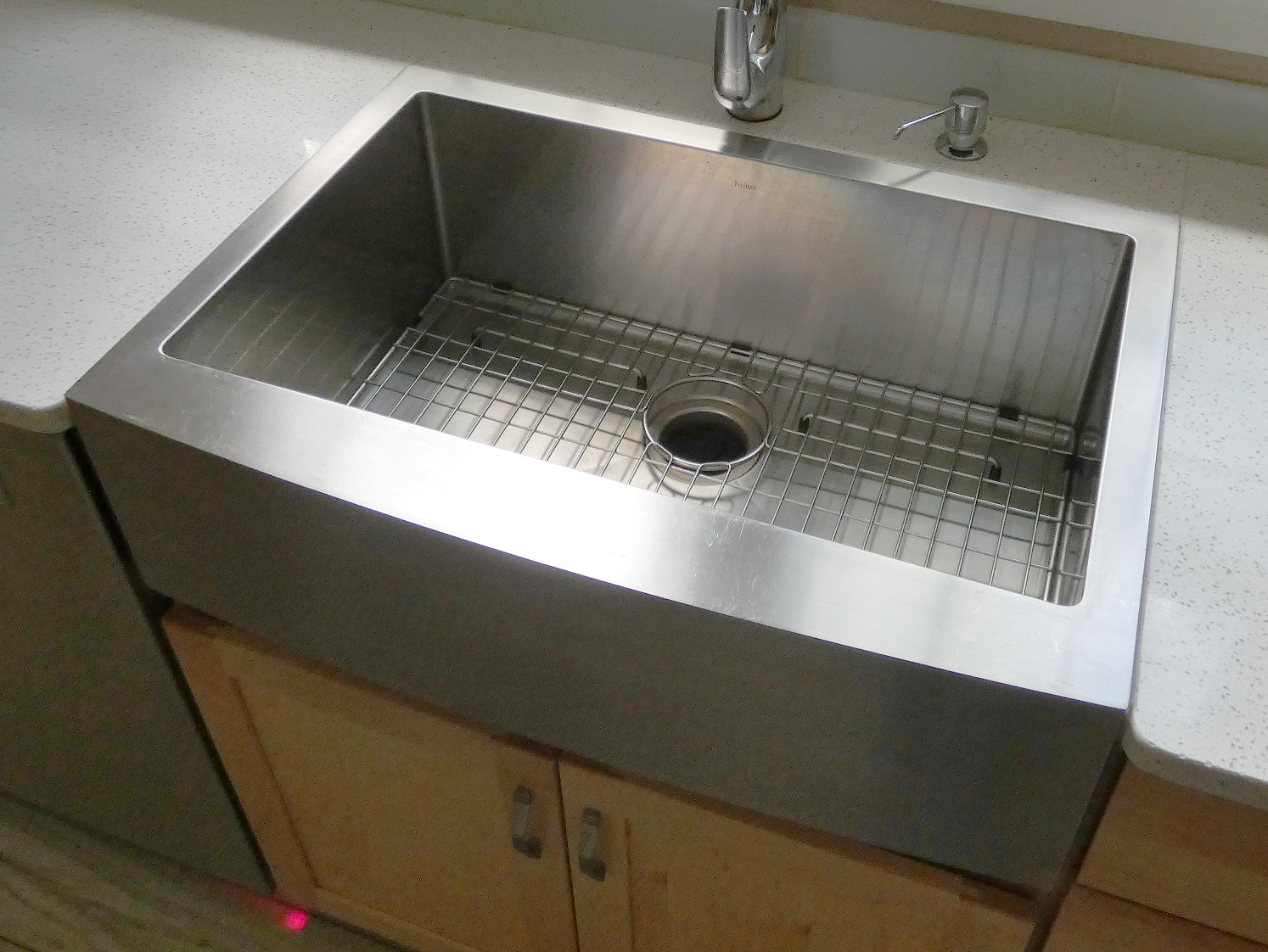
Ein modernes Spülbecken in den USA (apron front sink)

In den Vereinigten Staaten werden in Küchen heute oft Spülbecken aus Edelstahl oder Porzellan verwendet, deren Vorderseite aus dem Einbauschrank, der die Spüle trägt, sichtbar etwas  herausragt (apron sinks, apron front sinks). Die Montage erfolgt entweder wie im Bild (sunk-in) oder so, dass die Arbeitsplatte den seitlichen und hinteren Rand der Spüle bedeckt (undermount). Die Spüle im Bild ist über 80 cm breit, also deutlich breiter als gewöhnliche europäische Spülen. Das unten im Becken eingesetzte, herausnehmbare Edelstahlgitter (engl. bottom grid) verhindert ein Zerkratzen der Oberfläche und erlaubt es, nasse Lebensmittel oder Objekte dort zum Abtropfen liegen zu lassen. Um Geschirr von Hand zu spülen, wird, weil das Becken selbst dafür zu groß wäre, zusätzlich eine Kunststoffschüssel verwendet. Viele Amerikaner benutzen zum Handspülen allerdings gar kein Wasserreservoir, sondern reinigen die Teile, die nicht in die Geschirrspülmaschine kommen, unter fließendem Wasser.
Außer apron front sinks sind in den USA heute auch viele andere Typen von Küchenspülen gebräuchlich.
Unter dem Abfluss ist in amerikanischen Küchen fast immer ein Küchenabfallzerkleinerer (engl. garbage disposal unit, in-sink erator) eingebaut. Weitere heute vielfach fest eingebaute Zusatzelemente sind ein Wasserfilter (engl. under-sink water filter, water filter faucet), ein Wasserkocher (instant hot water dispenser, boiling water tap) und Seifenspender (soap dispensers) sowohl für Geschirrspülmittel als auch für flüssige Handseife.
Eine innenarchitektonische Besonderheit amerikanischer Küchenspülen besteht darin, dass sie, außer in Kleinstküchen, grundsätzlich so aufgestellt werden, dass der Benutzer nicht eine Wand, sondern ein Fenster vor sich hat; oder die Spüle wird so in eine Kücheninsel integriert, dass man von dort ungehindert in den Wohnbereich schauen kann.

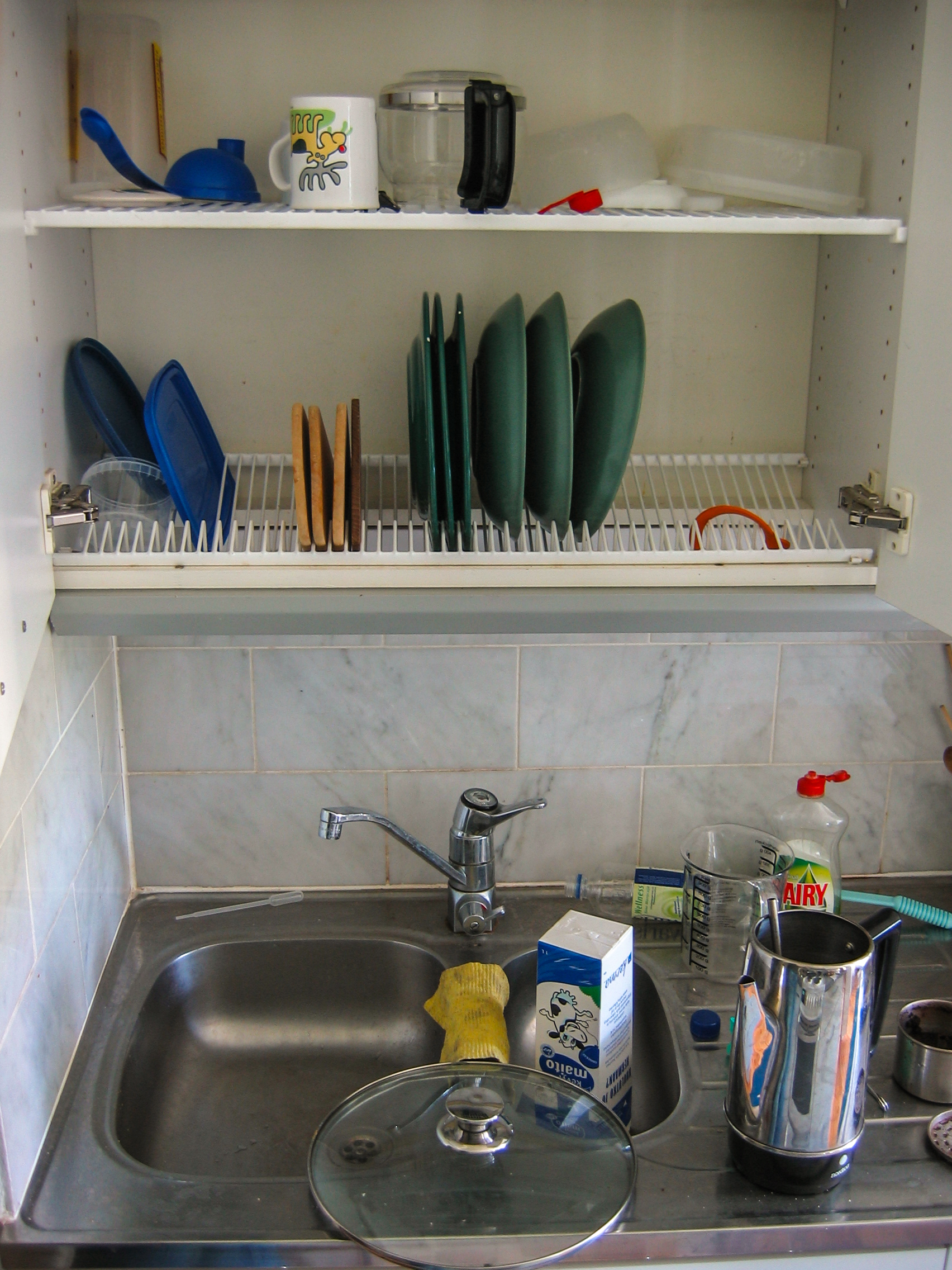
Spülbecken in Finnland mit Abtropfschrank

In Finnland ist heute über fast jeder Küchenspüle ein Geschirrabtropfschrank eingebaut, in dem das gespülte Geschirr gleichzeitig abtropfen und trocknen kann und aufbewahrt wird.